# 傅氏八卦掌
傅氏八卦掌或傅式八卦掌是傅振嵩融合了太極拳、形意拳、八卦掌、兩儀拳、八極拳和武當劍法各家長處而創立的一套中國武術，是傅氏一身絕學的精粹。

## 歷史
傅振嵩16歲開始跟從陳延禧學習陳式太極拳。三年後，傅又拜賈岐山為師學習八卦掌。傅是最早學習這些武術的人之一，因為陳式太極拳一直秘不外傳，直至傅氏的時候才開始招收外人不久；而董海川才創了八卦掌數十年，也只收了幾個徒弟，其中一個就是賈岐山。
傅在26歲時，已經因為單槍匹馬擊敗大批匪徒而聞名，這個故事有多個版本。
傅振嵩後來去了北京，在那裡遇到了當時其他偉大的八卦掌大師。他向他們學習並交流了有關的武術心得。1928年，三位將軍在南京舉辦了首屆全國武術大賽，傅振松是那次比賽的五位評委之一。比賽的冠軍是一位姓王的年輕人，將軍想要測試他的真正本領，當時所有的評委都「提名」傅做「測試者」。他別無選擇，與比賽勝出者作一比武。根據在場的人士說，這場較量持續了很長時間，最後，傅以一記重拳將王打出台外並完結了這場賽事。這是傅著名的三場備受矚目的決鬥之一，另外兩場是與年齡較大的八極拳大師李書文的對決，還有一場傅在家鄉與一大群習查拳的穆斯林的搏鬥。
在此期間，傅與孫祿堂成為了好友，並教他八卦掌的「趟泥步」。傅又從楊澄甫學習楊式太極拳，有一天在「推手」的比賽中擊敗了他。楊說，「你之所以贏，是因為你用了八卦掌。」傅還與李景林一起學習劍術。
1929年，兩廣國術館在廣州成立，傅振嵩與另外四位武術名家：萬籟聲，顧汝章，耿得海和王少舟應邀赴廣州任教。這就是武林掌故中所說的「五虎下江南」。他們五個不斷受到南方武術家的挑戰，因為南方武術家們對自家的武功非常自豪，對北方武術有所抗拒。但傅未曾失過一場挑戰。
傅振嵩搬到廣州居住後，在那裡主持一所武術學校。那時，傅通過學習各家太極拳、不同風格的八卦掌、來自宋唯一的武當劍（可能是從李景林那裡學到的，雖然傅在宋下學習了一段時間）、形意拳和八極拳，強調每種功夫最重要的原則和技巧，並消除他認為沒有價值或沒有實質內容的部分，從而揉合出自成一格的武術系統。傅式八卦掌包括陰陽手掌變化、著名的龍形八卦掌、八卦掌和太極拳的兩儀四象。所使用的許多名字都可能受到易經的啟發，招式則受到孫祿堂的武功和哲學所影響。

## 學習過程
傅振嵩了解到太極拳和八卦掌之間的巨大差距，他為這個差距創造了一個優雅的解決方案。傅創造了一套招式，他稱之為「兩儀拳」。這套招式是傅式系統學習八卦掌的重要關鍵，因為它是從太極拳到八卦掌所需的一系列先決動作和技巧。
換句話說，如果想學習傅氏八卦掌，他必須要先學好傅氏太極拳，然後學習傅氏兩儀拳至非常熟練的程度，以便進入最高水平，才可練習傅氏八卦掌。
傅氏八卦掌的特點是大量的旋轉動作和點攻擊。 這種風格配以準繩的攻打招式可將對手的內部器官造成破壞。

## 今天的傅氏八卦掌
傅氏八卦掌後由傅振嵩的兒子傅永輝承傳。後者在原來基礎上增加「四象」、進階太極及其它。傅永輝的徒弟包括麥寶嬋，即甄子丹之母。現在，這個門派由傅永輝居於加拿大溫哥華的兒子傅勝龍(Victor Fu Sheng Long)來繼承。由於他認為現代人沒有足夠的時間來學習傅氏八卦掌的整體，因此他簡化了拳法，認為強身健體更重要，而不是「可以用手把桌子分成兩半」。然而，通過結合調節練習，兩人套路和八卦推手形式的練習，武術精粹得以保持不變。
傅氏八卦掌的另一個分支是由傅振嵩的弟子林朝珍建立的，他同樣修改了教學方法。

## 考文
1. ↑  Lin, Chao Zhen. . USA: Blue Snake Books. 2010: 24–25. ISBN 978-1-58394-238-3.
2. ↑  Lin, Chao Zhen. . USA: Blue Snake Books. 2010: 38–39. ISBN 978-1-58394-238-3.
3. ↑  Lin(2010年)，第31，36至37頁
4. ↑  Lin(2010年)，第42至43頁
5. ↑  Lin(2010年)，pp.37-38,69
6. ↑  . www.itsfun.com.tw.   [2018-12-21]. （原始内容存档于2019-04-05）.
7. ↑  . sites.google.com.   [2018-12-21].

- Liang Shou-You, Yang Jwing-Ming, Wu Wen-Ching (1994). Baguazhang
- Miller, Dan (1992). "The Pa Kua Chang of Fu Chen-Sung". Pa Kua Chang Journal 2 (6).
- Kirchhoff, Tommy (December 2004). "Evasive Fu Style Bagua Zhang". Inside Kung-Fu: 74–78.
- Fu Yonghui and Lai Zonghong (1998). Fu Style Dragon Form Eight Trigrams Palms. Smiling Tiger Martial Arts.
- Lukitsh, Jean (October 1992). "A Wushu Dream Comes True". Inside Kung-Fu 2 (3): 34–39, 76.
- Smalheiser, Marvin (April 1996). "Fu Style T'ai Chi and Bagua". T'ai Chi.
- Smalheiser, Marvin (June 1996). "The Power of Mind and Energy". T'ai Chi.
- Smalheiser, Marvin (December 2000). "The Power of Yin/Yang Changes". T'ai Chi.
- Allen, Frank; Tina Chunna Zhang (2007). The Whirling Circles of Ba Gua Zhang: The Art and Legends of the Eight Trigram Palm. Blue Snake Books. pp. 48–51.
- Fu, Victor Sheng Long 2004 Fu Style, New and Old （页面存档备份，存于）

## 外部連結
- 傅氏武術在世界各地的武館 （页面存档备份，存于）